# ナタナエウ・ドス・サントス・マセド
マセド（Macedo）ことナタナエウ・ドス・サントス・マセド（ポルトガル語: Natanael dos Santos Macedo、1969年12月16日 - ）は、ブラジルの元サッカー選手。ポジションはFW。

## クラブ歴
リオ・ブランコECの下部組織出身で1990年にプロとなった。同年のカンピオナート・パウリスタ・セリエA2では14得点を記録、得点王タイとなる1年目を過ごしたため、サンパウロFCに55万ドルで移籍した。サンパウロではコパ・リベルタドーレス連覇を成し遂げたメンバーの一員として活躍した。
その後サントスFC、AAポンチ・プレッタでも活躍したが、多くのクラブに期限付き移籍を経験した。2003年以降は国内の数多のクラブを転々として引退した。

## 家族
息子のルーカス・マセドは元いわきFC、元ヴァンフォーレ甲府のサッカー選手で、甥のマセードは元コンサドーレ札幌のサッカー選手である。